# Lactarius tesquorum
Lactarius tesquorum é um fungo que pertence ao gênero de cogumelos Lactarius na ordem Russulales. Encontrado na Europa, foi descrito cientificamente por Malençon em 1979.